# Leonel Núñez
Leonel Jorge Núñez (Buenos Aires, 13 de octubre de 1984) es un futbolista argentino que se desempeña como delantero. Actualmente juega en el Club Social Cultural y Deportivo Las Toninas, equipo que compite en la Liga de Fútbol del Partido de La Costa.

## Trayectoria
De 2004 a 2007  jugó para Argentinos Juniors en la Primera División de Argentina, surgió de las divisiones menores de Argentinos Juniors. Terminó el Torneo Apertura 2006 con 8 goles, lo que le permitió estar entre los primeros diez goleadores. Durante el Torneo Clausura 2007 marcó uno de los mejores goles de la temporada desde su propio campo contra Belgrano de Córdoba, 56 metros para ser exactos. Sus goles ayudaron a que Argentinos Juniors quedara lejos de los cuatro del fondo en la tabla del descenso, por primera vez en casi tres años. El joven delantero llamaba mucho la atención de varios grandes clubes europeos. 
En junio de 2007, es vendido por Argentinos al club griego Olympiakos, por una cuota de 3 millones de euros. Estuvo de acuerdo en términos personales para el contrato de cuatro años por valor de € 500.000 por temporada.
En 2008, fue fichado por Independiente. Su contribución de siete goles en su primer torneo, no fueron suficientes para impedir que Independiente termine en el puesto 18.
Durante 2010, no jugó habitualmente de titular, sino que, por lo general, iba al banco de suplentes para entrar en el segundo tiempo. Sin embargo, el 9 de mayo de 2010, Nuñez marca un gol olímpico frente a su viejo y querido equipo Argentinos Juniors, en un histórico partido, en el que Argentinos derrota 4 - 3 a Independiente dejando al rojo fuera del campeonato y al Bicho se encaminado al título. En ese mismo torneo donde le marcó al club de La Paternal cobró gran protagonismo en el equipo dirigido por Américo Gallego siendo titular a partir de la mitad del campeonato y marcando varios goles importantes que igualmente no fueron suficientes como para que su club gane un torneo que parecía servido en bandeja, al tener como rivales directos a Godoy Cruz, Argentinos y a Estudiantes LP enfocado en la Libertadores. por su desempeño en la temporada, la mejor de Independiente desde la temporada 1996/1997, cosechando 68 puntos y la mejor de los últimos 26 años. Leonel pasó a ser el mejor jugador y referente indiscutido de Independiente, hasta sacaron máscaras con su rostro para los hinchas.
La idolatría duró poco y hacia fines de julio de 2010 fue cedido a préstamo con opción de compra al club turco Bursaspor.
A finales de enero de 2011, volvió a Independiente, rescindiendo su préstamo con el club turco Bursaspor y volviendo al conjunto de Avellaneda para ponerse a las órdenes de Antonio Mohamed, con la obligación de repetir su campaña de 2010 y tratar de abrochar la Recopa y la copa del Banco Suruga.
El 20 de marzo de 2012 el DT de Independiente Cristian Díaz decidió bajar a la Reserva a 6 jugadores del plantel de Primera, entre ellos Núñez. El jugador se sentía disconforme últimamente, habiendo revoleado una pechera en un entrenamiento con los suplentes de Reserva, y faltando a varios entrenamientos. Al respecto el jugador se sintió muy dolido y confundido, aseguró que su separación del plantel "es un tema de plata" en referencia a su alto contrato, reconoció "mi nivel no es bueno (...) por ahí la culpa es mía porque no supe aprovechar las oportunidades", aunque señaló que "físicamente no pueden decir nada; entrené los 20 días de vacaciones, hice la pretemporada, jugué el primer partido y después no jugué más" (Aunque Nuñez omitió que, pese a entrenarse a diario, la base de su alimentación era pan y chorizos), a la vez que atacó al DT "no me llamó ni nada (...) me hubiese gustado que venga de frente". Cristian Díaz le contestó que Núñez "no vino el viernes, tampoco el martes, la idea era charlar cara a cara con él", y respaldó su decisión, argumentando que "a mí me gusta trabajar con un grupo reducido porque si no pierde calidad el trabajo, algunos muchachos están detrás de otros y me pareció la decisión más oportuna".
A mediados del 2012 vuelve al club que le dio la oportunidad como profesional, Argentinos Juniors. Sin embargo, tras no ser muy tenido en cuenta, a principios del 2013 emigra a la Super Liga de Malasia para vestir la camiseta del Johor FC. Su paso por la Super Liga de Malasia fue bueno, sin embargo no renueva contrato y vuelve al Fútbol Griego para vestir la camiseta del OFI Creta firmando contrato por un año, el cual no se cumpliría por sus deseos de no querer volver a dicho país a fines de julio.
En el 2015 jugó en el Mushuc Runa SC de la Serie A de Ecuador que fue ojo de muchas polémicas por jugar con un sobrepeso notable.

## Clubes
Actualizado al 4 de marzo de 2025.
| Club                      | País      | Año         | P. J. | Anotado |
| ------------------------- | --------- | ----------- | ----- | ------- |
| Argentinos Juniors        | Argentina | 2004 - 2007 | 53    | 7       |
| Olympiakos                | Grecia    | 2007 - 2008 | 22    | 2       |
| Independiente             | Argentina | 2008 - 2010 | 57    | 11      |
| Bursaspor                 | Turquía   | 2010        | 21    | 2       |
| Independiente             | Argentina | 2011 - 2012 | 33    | 6       |
| Argentinos Juniors        | Argentina | 2012        | 13    | 2       |
| Johor FC                  | Malasia   | 2013 - 2014 | 24    | 1       |
| OFI Creta                 | Grecia    | 2014        | 17    | 6       |
| Mushuc Runa Sporting Club | Ecuador   | 2015        | 4     | 0       |
| PS TNI                    | Indonesia | 2017 - 2018 | 10    | 5       |
| Nueva Chicago             | Argentina | 2018 - 2019 | 5     | 0       |
| Camioneros                | Argentina | 2024        | 5     | 0       |
| Club Social Las Toninas   | Argentina | 2025-       | 2     | 0       |